# Kaempferol

Strukturformel för kaempferol.

Kaempferol, stundom stavat kempferol, (3,4′,5,7-tetrahydroxiflavon eller IUPAC 3,5,7-trihydroxi-2-(4-hydroxifenyl)-4H-kromen-4-on) är en flavonol (en klass av flavonoider) som förekommer naturligt i en mängd växter, vegetabiliska födoämnen och traditionella mediciner. Kaempferol är uppkallad efter den tyske läkaren och naturforskaren Engelbert Kaempfer och skiljer sig från quercetin genom att sakna OH-grupp på position 5'. Kaempferol förekommer vanligen i form av glykosider, fungerar som antioxidant och uppvisar bland annat antitumör- och antiinflammatorisk verkan.

## Glykosider

Astragalin kaempferol-3-glukosid
kaempferol-7-glukosid
Kaempferitrin kaempferol-3,7-dirhamnosid
Robinin kaempferol-3-robinosid-7-rhamnosid